# Баракпайский сельский округ
Баракпа́йcкий се́льский окру́г (каз. Барақпай ауылдық округі) — административная единица в составе Сандыктауского района Акмолинской области Республики Казахстан. Административный центр — село Баракпай.

## География
Сельский округ расположен в юго-западной части района, граничит:
- на северо-востоке с Веселовским сельским округом,
- на юго-востоке с Атбасарским районом,
- на юге и западе с Жаксынским районом,
- на севере с Жамбылским сельским округом.

Протекает река Жекебуяк — которая образует северные и восточные границы округа. 

## История
В 1989 году существовал как Бараккольский сельсовет (сёла Баракпай, Чашке).
В 2012 году в состав сельского округа вошло село Хлебное.

## Население
| Численность населения | Численность населения | Численность населения |
| 1989                  | 1999                  | 2009                  |
| --------------------- | --------------------- | --------------------- |
| 1258                  | ↘755                  | ↘535                  |

## Состав
В состав сельского округа входят 3 населённых пункта.
| № | Населённый пункт | Тип населённого пункта       | Население, 1989 | Население, 1999 | Население, 2009 |
| - | ---------------- | ---------------------------- | --------------- | --------------- | --------------- |
| 1 | Баракпай         | село, административный центр | 871             | 497             | 354             |
| 2 | Хлебное          | село                         | 923             | 695             | 228             |
| 3 | Чашке            | село                         | 387             | 258             | 181             |